# Benátská laguna
Benátská laguna (italsky Laguna di Venezia, benátsky Łaguna de Venesia) je vodní plocha spojená s Benátským zálivem (potažmo Jaderským mořem), v jejíž centrální části se nachází světoznámé italské město Benátky. Laguna je s rozlohou přibližně 550 km² největším mokřadem ve Středomoří. Od Benátského zálivu je oddělena úzkou kosou, která je na 3 místech přeťata otevřenými průplavy. Okolo 8 % laguny je tvořeno pevnou půdou řady ostrovů (i umělých), 11 % trvalou vodní hladinou a 80 % bahnitým wattovým pobřežím mělčin a slanisek. Roku 1987 se laguna stala součástí světového dědictví UNESCO a od roku 1989 je její malá část i ramsarským mokřadem.

## Acqua alta

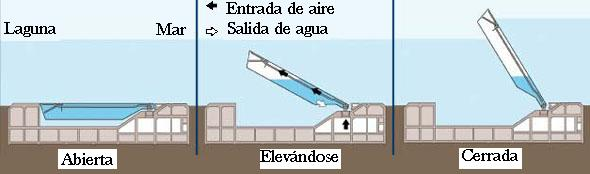
princip budovaných bariér

V laguně dochází k výrazným změnám úrovně hladiny, což je způsobeno slapovými jevy, větry a umístěním uzavřené laguny na severním výběžku otevřeného moře. Město Benátky bývá často postihováno touto zvýšenou hladinou (Acqua alta), při které dochází k zátopě města.
Existuje projekt MOSE na výstavbu mobilního hrazení, které by zahradilo všechny tři průplavy spojující lagunu s otevřeným mořem bariérami. Název MOSE je zkratkou pro „Elektromechanický experimentální modul“ (MOdulo Sperimentale Elettromeccanico), zároveň je i slovní hříčkou odkazující na biblickou postavu Mojžíše (italsky Mosè), který nechal rozestoupit vody Rudého moře. Výstavba byla zahájena v roce 2003. Projekt je srovnatelný s protipovodňovou ochranou Londýna (Bariéry na Temži), Petrohradu (Petrohradská hráz) či Rotterdamu (Maeslantkering a Oosterscheldekering).

## Fotogalerie

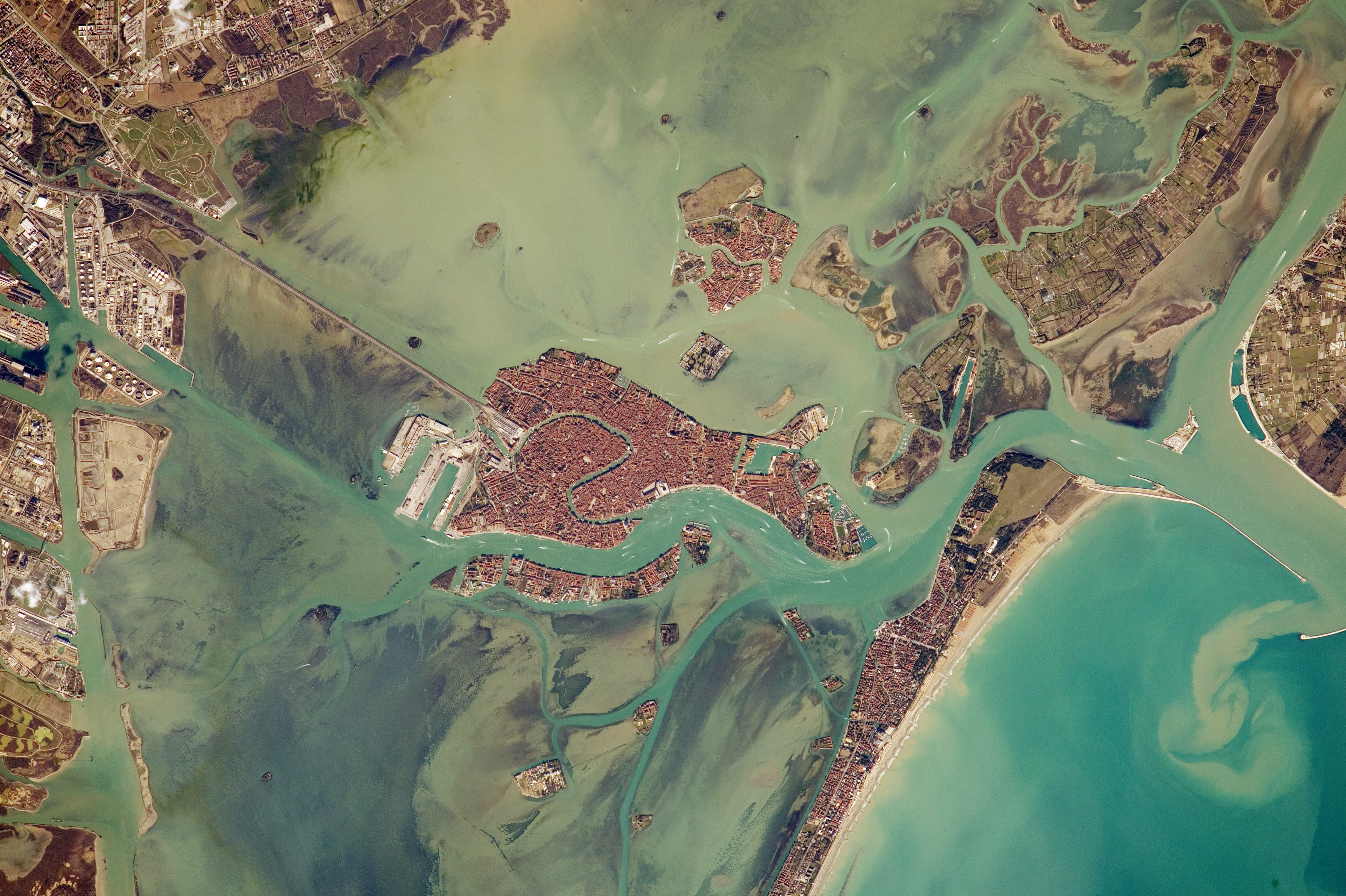
satelitní snímek centrální části laguny
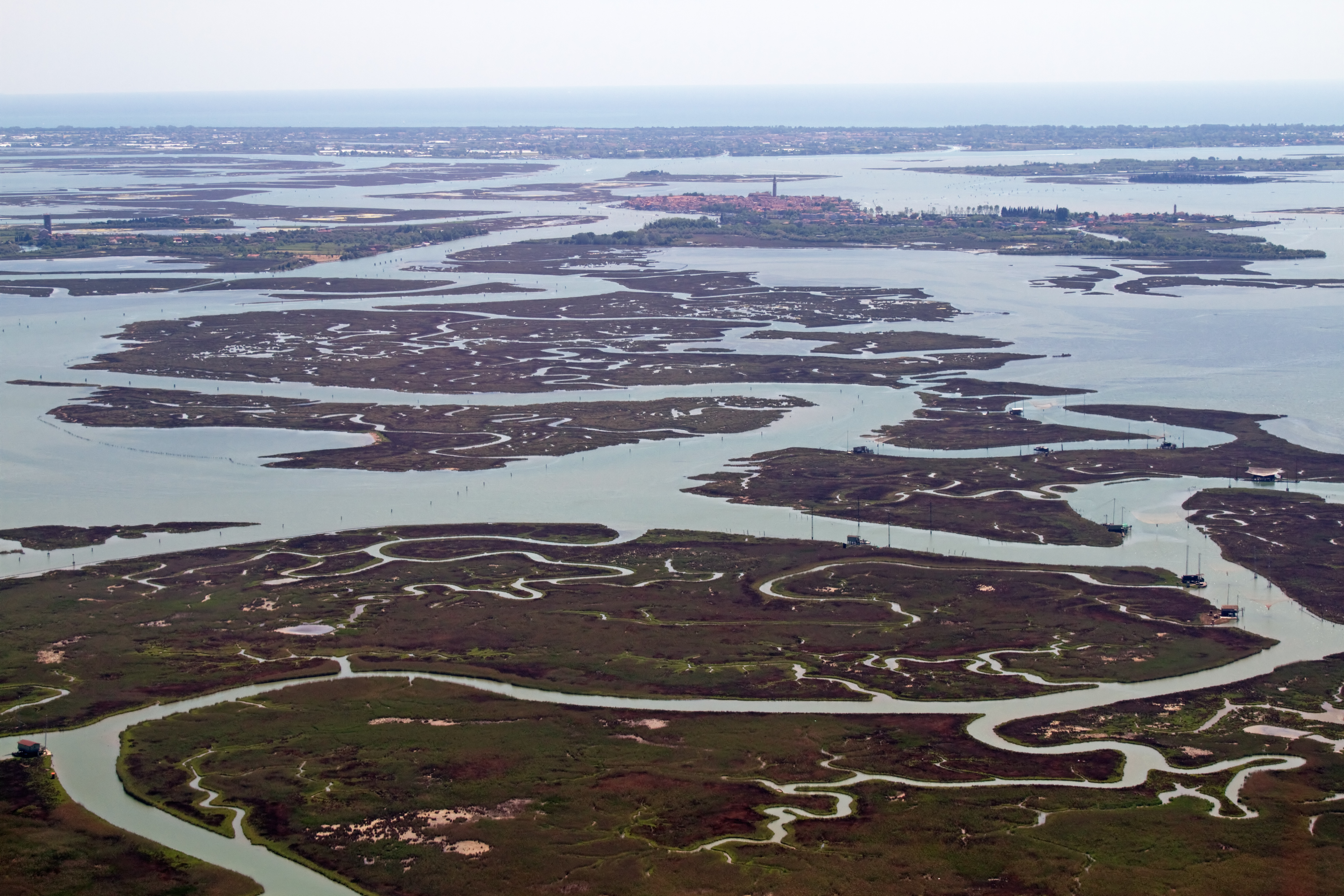
letecký snímek
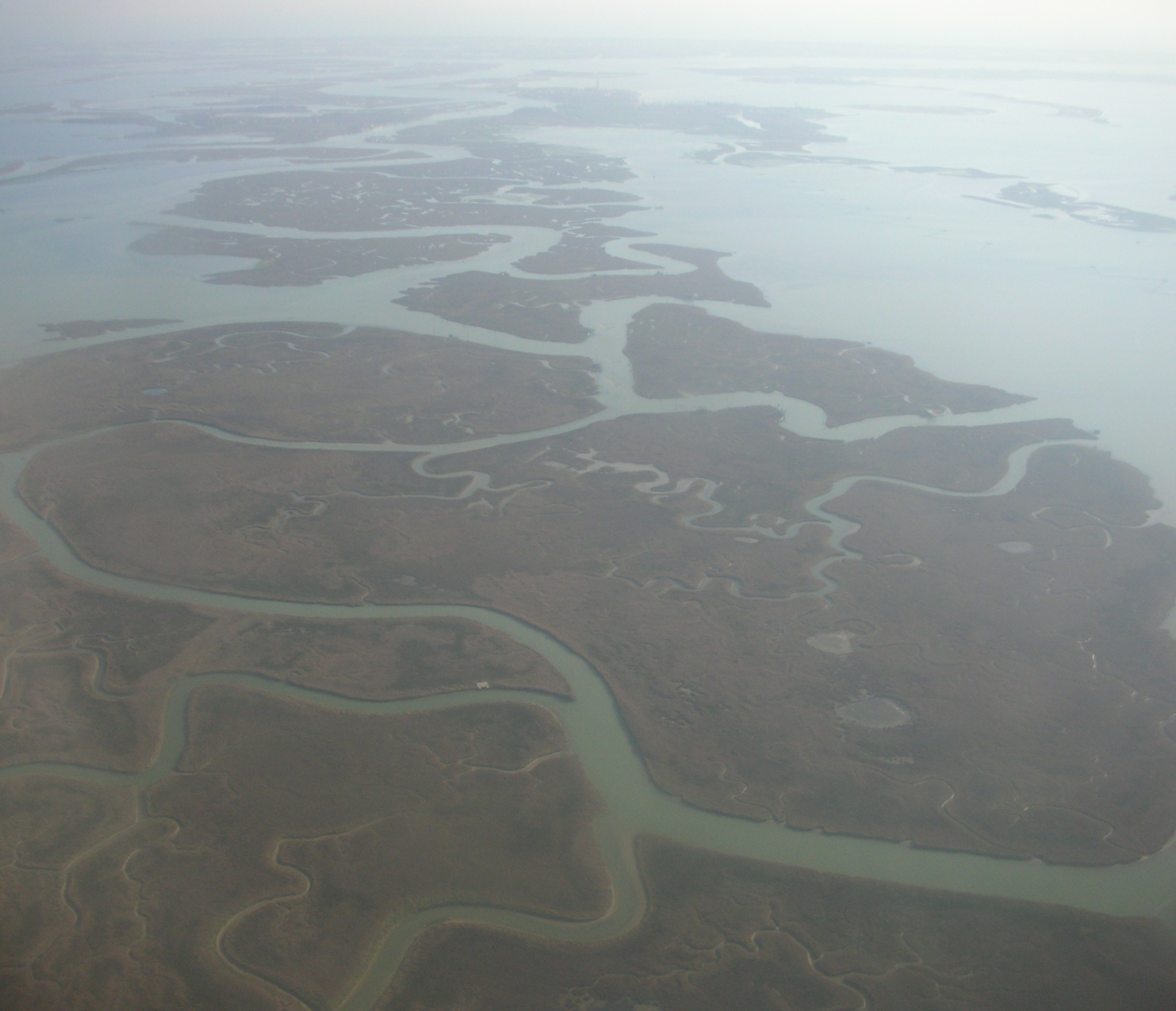
letecký snímek
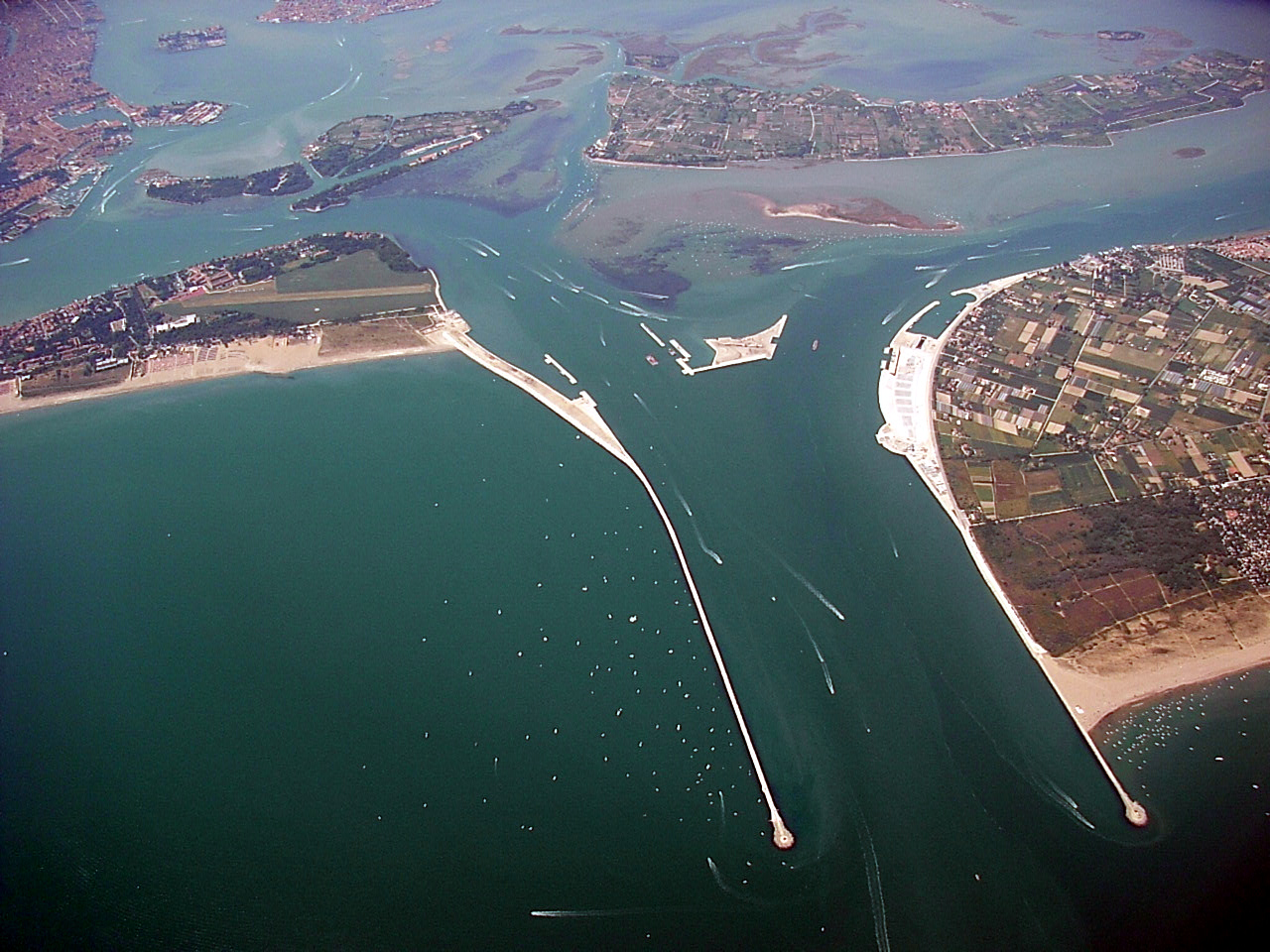
průplav Lido a výstavba projektu MOSE